# Rhea Silvia
Rhea Silvia (Rea Silvia, Ilia) római mitológiai alak, Romulus és Remus anyja. Apja Numitor volt, Aeneas leszármazottja. A történetét Livius majd később Ovidius írta le.

## A legenda
Numitort öccse, a gazdag Amulius letaszította a trónjáról, s lányát, Rhea Silviát Vesta-szűznek adta, hogy ne lehessen gyermeke, mivel féltette a királyságát. Azonban a lány megtetszett Mars istennek, aki egy erdőben magáévá tette. Később ikrei születtek: Romulus és Remus. Az egyik mítoszváltozat szerint Amulius dühében élve eltemettette Rhea Silviát (másik változat szerint tömlöcbe vetette, ahonnan fiai szabadították ki, miután megdöntötték Amulius hatalmát), a gyerekeket pedig meg akarta öletni, de a szolga, akinek a feladata az lett volna, hogy a Tiberis folyóba vesse a gyermekeket, megsajnálta és kosárban tette a folyóba őket. A folyó istene, Tiberinus egy fügefa tövében partra vetette őket, ahol egy farkas őrizte és táplálta az ikreket. Egy harmadik változat szerint Rhea Silvia a Tiberisbe vetette magát, de a folyó istene megmentette és feleségül vette őt.

## A név eredete
A Silvia jelentése erdő vagy fa. A Rhea összefüggésbe hozható a res és regnum szavakkal, így a név az „erdő úrnője” jelentéssel bírhat. A Rhea szó kapcsolható még a görög rheô-hoz is, ami folyamot jelent, ez a Tibernius istennel való kapcsolatára utalhat. Karsten Niebuhr német matematikus szerint a „bűnös” jelentésű rea szóval egyezik, így a teljes név jelentése „az erdő bűnös asszonya”.